# Arina Hashimoto
Arina Hashimoto (橋本ありな, Hashimoto Arina), née le 15 décembre 1996 à Tokyo, est une idole féminine, youtubeuse et actrice pornographique,. Elle débute en mars 2013.